# 당 무종
당 무종(唐武宗, 814년 7월 2일(음력 6월 12일) ~ 846년 4월 22일(음력 3월 23일))은 중국 당나라의 제15대 황제(재위 : 840년 - 846년)이다. 무종은 그의 치세 중에 종교적인 박해를 가한 황제(회창폐불)로 현대에 주로 널리 알려져 있다. 그러나 한편으로는 위구르 칸국의 잔당들의 침략과 군벌 유진(劉稹)이 일으킨 반란에 성공적으로 대처하였으며, 재상 이덕유에게 깊고 무한한 신뢰와 지지를 보낸 황제로 유명하였다. 본명은 이전(李瀍)으로, 말년에 이염(李炎)으로 개명하였다.

## 생애
목종(穆宗)의 제5황자로 어머니는 귀비(貴妃) 위씨(韋氏)이다. 당 경종, 당 문종의 이복 동생이었다. 어려서 의왕(頴王)에 책봉되었는데, 병약했던 이복형 문종의 와병 중에 환관(宦官) 구사량(仇士良)의 획책으로 경종의 막내 황자이자 원래 황태자였던 한왕 성미(成美)를 제치고 문종으로부터 황태제(皇太弟)로 봉해졌으며, 문종이 환관들과의 정쟁중 독살당하자 건왕 이진, 익왕 이승 등 두 조카를 제치고 황위를 승계하였다. 성미는 진왕(陳王)으로 봉해진 뒤 살해되었다.
냉정하고 침착한 성격으로 결단력이 있었던 황제로 전하는 무종은 이당(李黨)의 인물이었던 이덕유(李德裕)를 다시 조정에 불러들여 재상(宰相)을 맡겼고, 환관 세력의 배제를 외친 정귀중서(政歸中書)를 정책 기조로 내세운 이덕유의 집정 아래서 당은 조금씩 원기를 회복해갔다. 때문에 이것을 회창중흥(會昌中興)이라고도 부른다. 그러나 환관 구사량 등의 권세는 여전히 강했고, 그를 정치 무대에서 내쫓는다는 것은 불가능했다.
회창 원년(841년) 7월, 당시 신라(新羅)에서 와서 빈공과에 급제해 당의 벼슬을 맡고 있던 신라인 김운경(金雲卿)이 당의 사신 자격으로 귀국하였다.
일찍이 도사 조귀진(趙歸眞)을 신임해 관직을 맡기기도 하는 등 도교(道敎)를 몹시 신봉했던 무종은 회창 5년(845년), 전국적인 불교 타도 정책을 시작한다(회창폐불). 수도 장안의 사찰을 제외하고 전국의 불교 사찰은 모두 철훼당하고, 승려들이 강제로 환속되고, 사찰이 소유했던 장원은 국유화되고 노비들은 풀려났다. 그가 불교를 탄압한 이유에 대해서는 무종 본인이 도교를 신봉했기 때문에 불교를 상대적으로 멀리한 원인이 지적되는가 하면, 무종 자신이 폐불을 명한 조에서도 보이듯 "사찰 하나의 규모가 황궁과도 맞먹는" 정도로 불교 세력에 비정상적으로 커진 것에 대한 정치적인 공세였다고도 하고, 당시 요역이 법적으로 면제되었을 뿐 아니라 불상이나 불구를 제조하기 위해 대량의 구리를 소모하던 사찰의 존재가 국가 재정에 중대한 손실을 가져왔기 때문이라고도 한다. 또한 당시 무종의 숙부로서 황위 계승을 노릴 가능성이 있었던 침(忱, 훗날의 선종宣宗)이 무종과의 정쟁에 밀리게 되자 달아나 불문(佛門)에 들었는데, 이것도 무종이 폐불을 시행하게 된 한 원인이었다는 분석도 있다.
무종은 이후 도사들의 말에 따라 장수하게 도와준다는 단약을 지나치게 남용한 나머지 중독을 일으켜 재위 6년 만에 죽었다. 향년 33세였다.

## 존호, 시호, 묘호, 능호
초기 존호는 인성문무지신대효황제(仁聖文武至神大孝皇帝)이며, 이후 추가와 개칭을 거친 존호는 인성문무장천성공신덕명도대효황제(仁聖文武章天成功神德明道大孝皇帝)이다.
시호는 지도소숙효황제(至道昭肅孝皇帝)이다.
묘호는 무종(武宗)이며, 능호는 단릉(端陵)이다.

## 가계

### 조부모와 부모
- 조부 : 헌종(憲宗) 장무황제(章武皇帝) 이순(李純)
- 조모 : 의안황후(懿安皇后) 곽씨(郭氏)
- 부친 : 목종(穆宗) 문혜황제(文惠皇帝) 이항(李恒)
- 모친 : 선의황후(宣懿皇后) 위씨(韋氏)

### 황후
| 봉호       | 시호 | 이름(성씨) | 별칭 | 재위년도 | 생몰년도 | 국구(장인/장모) | 능묘 | 비고  |
| ---------- | ---- | ---------- | ---- | -------- | -------- | --------------- | ---- | ----- |
| 황후(皇后) |      | 정씨(鄭氏) |      |          |          |                 |      | [ 1 ] |

### 후궁
| 시호(봉호) | 별칭       | 이름(성씨) | 생몰년도      | 비고 |
| ---------- | ---------- | ---------- | ------------- | ---- |
| 덕비(德妃) |            | 유씨(劉氏) |               |      |
| 숙비(淑妃) | 첩여(婕妤) | 왕씨(王氏) |               |      |
| 현비(賢妃) | 첩여(婕妤) | 유씨(劉氏) |               |      |
| 현비(賢妃) | 재인(才人) | 왕씨(王氏) | 819년 ~ 846년 |      |
| 소의(昭儀) |            | 오씨(吳氏) |               |      |
| 소의(昭儀) |            | 심씨(沈氏) |               |      |
| 수의(修儀) |            | 동씨(董氏) |               |      |
| 첩여(婕妤) |            | 장씨(張氏) |               |      |
| 첩여(婕妤) |            | 조씨(趙氏) |               |      |
| 재인(才人) |            | 맹씨(孟氏) |               |      |

### 황자
| -    | 봉호       | 시호 | 이름       | 생몰년도 | 생모 | 자식 | 별칭 | 비고 |
| ---- | ---------- | ---- | ---------- | -------- | ---- | ---- | ---- | ---- |
| 장남 | 기왕(杞王) |      | 이준(李峻) |          |      |      |      |      |
| 차남 | 익왕(益王) |      | 이현(李峴) |          |      |      |      |      |
| 3남  | 연왕(兗王) |      | 이기(李岐) |          |      |      |      |      |
| 4남  | 덕왕(德王) |      | 이역(李嶧) |          |      |      |      |      |
| 5남  | 창왕(昌王) |      | 이차(李嵯) |          |      |      |      |      |

### 황녀
| -    | 봉호(시호)         | 이름 | 생몰년도 | 생모 | 부마 | 별칭  | 비고 |
| ---- | ------------------ | ---- | -------- | ---- | ---- | ----- | ---- |
| 장녀 | 창락공주(昌樂公主) |      |          |      |      |       |      |
| 차녀 | 수춘공주(壽春公主) |      |          |      |      |       |      |
| 3녀  | 영녕공주(永寧公主) |      |          |      |      | [ 2 ] |      |
| 4녀  | 연경공주(延慶公主) |      |          |      |      |       |      |
| 5녀  | 정락공주(靖樂公主) |      |          |      |      | [ 3 ] |      |
| 6녀  | 낙온공주(樂溫公主) |      |          |      |      |       |      |
| 7녀  | 장녕공주(長寧公主) |      |          |      |      |       |      |

## 기년
| 문종        | 원년                           | 2년        | 3년        | 4년        | 5년        | 6년        |
| ----------- | ------------------------------ | ---------- | ---------- | ---------- | ---------- | ---------- |
| 서력 (西曆) | 841년                          | 842년      | 843년      | 844년      | 845년      | 846년      |
| 간지 (干支) | 신유(辛酉)                     | 임술(壬戌) | 계해(癸亥) | 갑자(甲子) | 을축(乙丑) | 병인(丙寅) |
| 연호 (年號) | 개성(開成) 6년 회창(會昌) 원년 | 2년        | 3년        | 4년        | 5년        | 6년        |

## 같이 보기
- 중국의 기독교
- 법난
- 기독교 박해